# Leonhard von Liebener
Leonhard Liebener von Monte Cristallo (* 24. Januar 1800 in Truden, Südtirol; † 9. Februar 1869 in Innsbruck) war ein österreichischer Bauingenieur.

## Leben

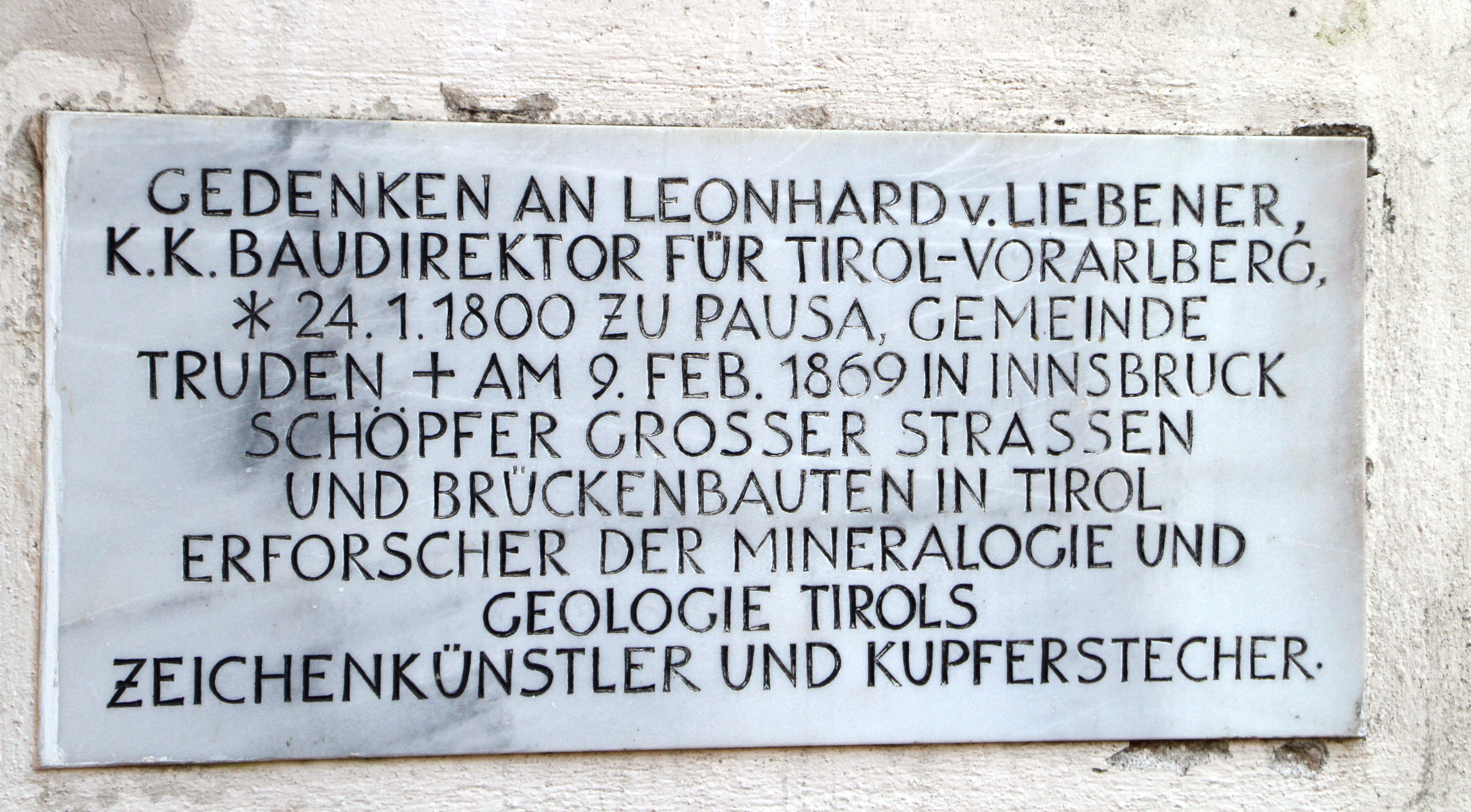
Gedenktafel an Leonhard von Liebener in der Vorhalle des St.-Blasius-Kirche in Truden

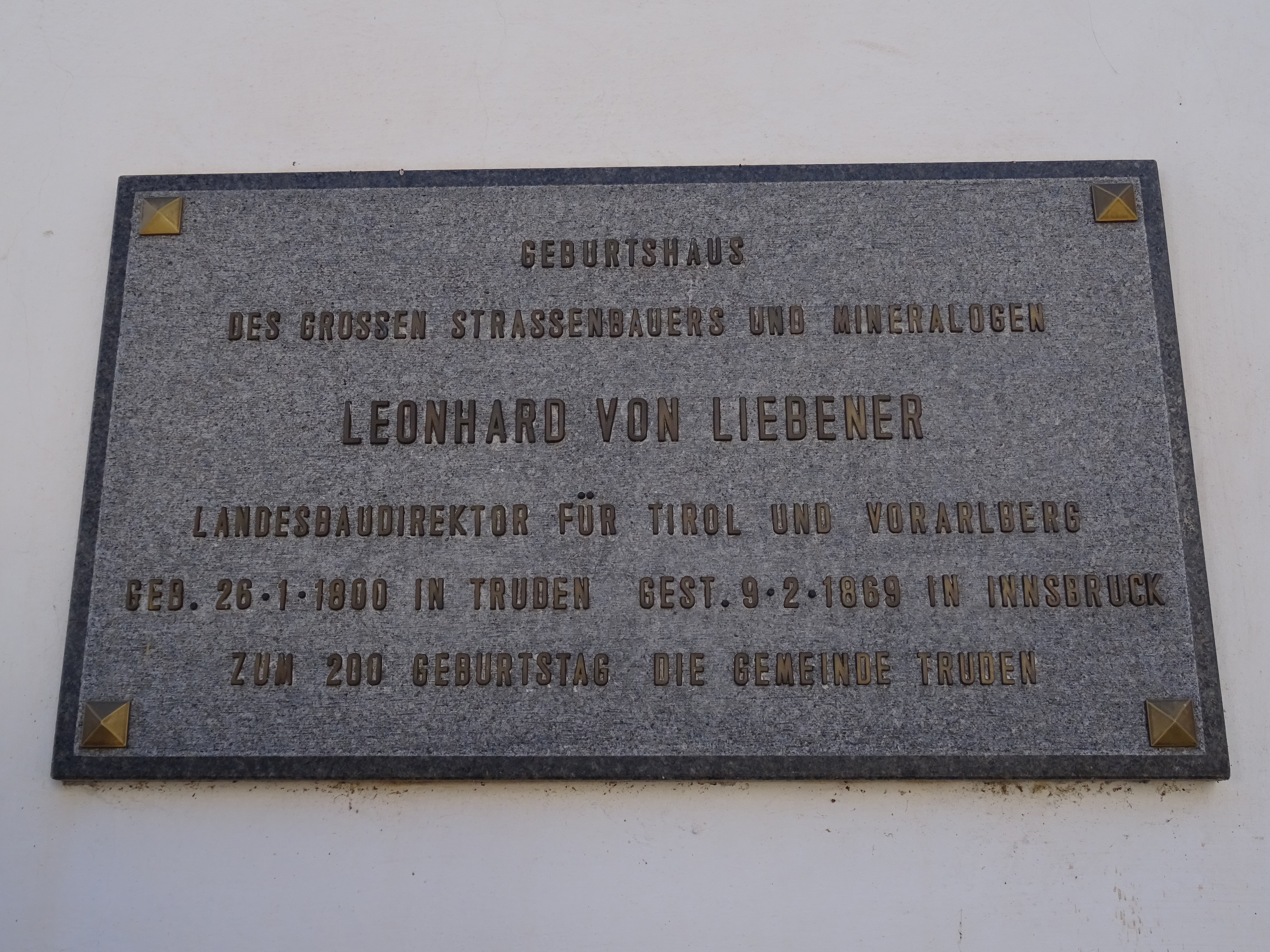
Gedenktafel für Leonhard von Liebener im Pausahof, Truden

Erste Bildung erhielt er im Hause seines Onkels, des k.k. Forstinspektors Franz Liebener in Primör. Nach Ingenieurtätigkeiten in Bozen, Trient und Imst kam er 1848 nach Innsbruck, wo er zum Oberbauinspektor und Vorstand der Landesbaudirektion von Tirol und Vorarlberg aufstieg.
Unter seiner Leitung wurden diverse Bauten und Straßen errichtet, darunter die Stephansbrücke bei Matrei am Brenner, damals die größte steinerne Brücke der Monarchie, die Kunststraßen in der Valsugana, am Fernpass, die Katzenbergstraße bei Reutte sowie der Etschdurchschnitte bei Centa, Nomi und Marco.
Bereits 1849 war er Mitherausgeber der ersten Großen Geognostischen Karte Tirols, bei deren Zusammenstellung er durch seine Beobachtungen wesentlichen Anteil hatte. Darauffolgend ließ er eine reduzierte Geognostische Übersichtskarte Tirols und Vorarlbergs erstellen.
In Zusammenarbeit mit dem Bauinspektor Johann Vorhauser, des Vaters von Johann von Vorhauser, verfasste er 1852 die erste wissenschaftliche Darstellung über Die Mineralien Tirols, welche er 1866 erweiterte.
Bei seinen vielen Reisen in Tirol entdeckte er die vier neue Mineralien, Brandesits, Vorhauserits, Prägrattit sowie das nach ihm benannte „Liebenerit“. Seinen Namen tragen auch die Versteinerungen „Pleurotomaria Liebenerii“ und die Liebenerspitze in den Ötztaler Alpen.
Die Mineralien- und Versteinerungssammlung wurden teilweise durch die geologische Reichsanstalt in Wien und dem Tiroler Landesmuseum Ferdinandeum sowie der Harvard University in Cambridge übernommen.
Bei seinem Eintritt in den Ruhestand wurde er 1868 in Anerkennung seiner bautechnischen und wissenschaftlichen Verdienste in den erblichen Adelstand mit dem Prädikat „von Monte Cristallo“ erhoben.
1866 heiratete seine Tochter Virginia 35-jährig den Arzt, Bürgermeister von Meran und Schriftsteller Gottlieb Putz (1818–1886), mit dem sie eine Tochter und zwei Söhne bekam.